# Janet Wesonga
Janet Wesonga, nascida Tingu (nascida em 1928) foi uma política local de Uganda. Como prefeita de Mbale, ela foi a primeira prefeita africana de Uganda. Anglicana, ela também serviu no Comité Executivo do Conselho Mundial de Igrejas.

## Vida
Em 1962 ela estava envolvida no movimento de independência de Uganda.
Em outubro de 1967, aos 39 anos, Wesonga tornou-se prefeita de Mbale, Uganda.
Na Assembleia do Conselho Mundial de Igrejas (CMI) de 1968 em Uppsala, Wesonga foi eleita uma das duas únicas mulheres do Comité Executivo do CMI. Isso permitiu que ela participasse nas atividades do CMI em todo o mundo. Em 1969, Wesonga participou numa reunião do Comité Executivo do CMI em Tulsa, Oklahoma, mais tarde também visitando St. Louis, Missouri. Em 1971 ela participou na reunião do Comité Executivo do CMI em Sofia, Bulgária.
Em 1979, Wesonga fez parte de uma delegação representando a Igreja de Uganda na Conferência da União das Mães na Austrália.